# Denni Rocha dos Santos
Denni Rocha dos Santos (født 21. august 1982) er en tidligere brasiliansk fodboldspiller.